# جون بي. إنجلاند
جون بي. إنجلاند (بالإنجليزية: John B. England)‏ هو ضابط أمريكي، ولد في 15 يناير 1923 في كاروثرزفيل في الولايات المتحدة، وتوفي في 17 نوفمبر 1954 في Toul-Rosières Air Base ‏ في فرنسا.